# Kehat
Kehat (hebr. קהת) – postać biblijna ze Starego Testamentu, drugi syn Lewiego, brat Gerszona oraz Merariego (Rdz 46,11). Był protoplastą Kehatytów, jednego z trzech rodów lewickich.
Urodził się w Kanaanie; Księga Rodzaju wymienia go wśród osób, które przybyły wraz z Jakubem do Egiptu. Dożył 133 lat. Jego synami byli Amram, Jishar, Chebron i Uzzjel (Wj 6,18; Lb 3,19). Poprzez Amrama był dziadkiem Mojżesza oraz Aarona.